# パンドラ (歌手グループ)
パンドラ（スペイン語: Pandora）は、メキシコの女性3人組ボーカルグループ。1981年「Trebol」のグループ名で活動開始、1985年名称を「Pandora」と改めメジャーデビュー。

## メンバー
- マイテ（Mayte Lascurain, フルネームはMaria Teresa Lascurain Arrigunaga） ボーカル。11月14日生。
- イサベル（Isabel Lascurain, フルネームはMaria Isabel Lascurain Arrigunaga）　ボーカル。マイテの妹。5月27日生。
- フェルナンダ（Fernanda Meade, フルネームはMaria Fernanda Meade del Valle） ボーカル。マイテ、イサベルの従姉妹。1989年5月～1996年6月は、脱退しソロで活動。
- リリアーナ（Liliana Abaroa, フルネームはLiliana Abaroa Suzarte） ボーカル。フェルナンダのソロ活動中、オーディションで選ばれた新メンバー。2月24日生れ。フェルナンダの復帰で脱退。ミハーレス（Mijares）のコーラスを務めた経験がある。

## 経歴
- 1981年 - マイテ、イサベル、フェルナンダの3名で「Trebol」としてRCAビクターよりデビュー。ただし、商業アルバムは発売していない。
- 1985年6月 - EMIに移籍しユニット名を「Pandora」に変え、同名のアルバムで商業レコードデビュー。
- 1989年5月 - フェルナンダが脱退してソロ活動を開始。オーディションを行い、リリアーナが加入。
- 1997年 - フェルナンダが復帰してリリアーナが脱退。初期メンバーで再出発。
- 1999年 - マイテが子宮靱帯の除去手術中に腹膜炎を併発、闘病生活に入り、ユニット活動は停止。
- 2002年9月 - EMIからソニー・ミュージック・メキシコに移籍。4年ぶりのレコーディングを行う。

## ディスコグラフィー
- Pandora (1985年)
- Pandora Otra Vez (1986年)
- Huellas (1987年)
- Buenaventura (1988年)
- 999 Razones (1989年)
- Con Amor Eterno (1991年)
- Locas Por La Música (1991年) - ベスト盤。
- Ilegal (1992年)
- Nuestras Mejores Canciones - 17 Super Exitos (1992年) - ベスト盤。
- Con Amor Eterno Vol. II (1993年)
- Nuestas Mejores Canciones: 17 Super Exitos, Vol. 2 (1993年) - ベスト盤。
- Éxitos Del Recuerdo '95 (1995年) - ベスト盤。
- Confesiones (1995年) - 結成10周年記念アルバム。
- Grandes Éxitos (1995年) - ベスト盤。
- Grandes Éxitos (1996年) - ベスト盤。95年の同名リリースとは別内容。
- Hace Tres Noches Apenas (1997年)
- Éxitos y Recuerdos(1997年) - ベスト盤。
- En Vivo 1985-1998 (1998年)
- Vuelve a Estar Conmigo (1999年)
- En Carne Viva(2002年) - ソニーミュージック移籍第1弾アルバム。
- Por Eso... Gracias　（2004年）
- Pandora En Acústico　（2006年）
- Pandora.. De Plata （2010年）

### リリース年不明の音盤
- Pandora Sin Fin - ベスト盤。
- 12 Super Exitos De Pandora - ベスト盤。

### フェルナンダによるソロのディスコグラフィー
- Una Historia Sin Miedo（1990年）
- Sola(1994年)
- El Jorobado De Notre Dame（1996年）